# Pesquisa histórica comparada
A pesquisa histórica comparada é um método das ciências sociais que busca examinar eventos históricos a fim de criar explicações que sejam válidas, para além de um determinado tempo e lugar, seja através de comparação direta de um evento com com outros eventos históricos, através de construção de teorias ou referências aos dias atuais.  Geralmente, esse método envolve comparações de processos sociais em diferentes épocas e lugares. Ele se sobrepõe à sociologia histórica. Embora as disciplinas de história e sociologia sempre tenham estado ligadas, elas se ligam de formas diversas em momentos diferentes.Esta forma de pesquisa pode usar qualquer uma das várias orientações teóricas. Distingue-se pelos tipos de perguntas que faz, não pela estrutura teórica que emprega<.

## Grandes pesquisadores
Alguns comentaristas identificaram três grandes movimentos de pesquisa histórica comparativa.  O primeiro deles, refere-se às pesquisas comparativas históricas que trataram de definir como as sociedades se tornaram modernas, isto é, baseadas na ação individual e racional, com definições exatas variando amplamente. Alguns dos principais pesquisadores, dessa linha, foram Alexis de Tocqueville,  Karl Marx,  Emile Durkheim,  Max Weber,  e WEB Du Bois .  O segundo movimento reagiu a um corpo teórico não-histórico percebido e buscou mostrar como os sistemas sociais não eram estáticos, mas se desenvolveram ao longo do tempo.  Autores notáveis desta linha  incluem Barrington Moore, Jr.,  Theda Skocpol,  Charles Tilly,  Michael Mann,  e Mark Gould.  Alguns colocaram a Escola de Annales   e Pierre Bourdieu neste grupo geral, apesar de suas diferenças em relação ao estilo.  O atual movimento da sociologia da pesquisa histórica comparada é freqüentemente, mas não exclusivamente, pós-estruturalista em sua orientação teórica. Autores atuais influentes incluem Julia Adams,  Anne Laura Stoler,  Philip Gorski,  e James Mahoney. 

## Métodos
Existem quatro métodos principais que os pesquisadores usam para coletar dados históricos. Estes são dados de arquivo, fontes secundárias, registros em execução e as memórias. Os dados de arquivo, ou fontes primárias, são normalmente os recursos nos quais os pesquisadores dependem mais. Os dados arquivísticos incluem documentos oficiais e outros itens que seriam encontrados em arquivos, museus, etc. As fontes secundárias são as obras de outros historiadores que escreveram a história. Os registros correntes são séries contínuas de dados estatísticos ou outros tipos de dados, como dados de censo, registros de navios, títulos de propriedade, etc. Finalmente, as lembranças incluem fontes como autobiografias, memórias ou diários. 
Existem quatro etapas, conforme discutido por Schutt, para estudos históricos comparativos qualitativos sistemáticos: (1) desenvolver a premissa da investigação, identificando eventos, conceitos, etc., que podem explicar os fenômenos; (2) escolher o (s) caso (s) (localização/nação/região) a examinar; (3) usar o que Theda Skocpol chamou de "sociologia histórica interpretativa" e examinar as semelhanças e diferenças; e (4) com base nas informações coletadas, propor uma explicação causal para os fenômenos. 
As questões-chave nos métodos de pesquisa histórica comparativa derivam da natureza incompleta dos dados históricos, da complexidade e  escala dos sistemas sociais e da natureza das perguntas feitas. Os dados históricos são um conjunto de dados de difícil manejo devido a vários fatores. Esse conjunto de dados pode ser muito enviesado, como diários, memórias, cartas, que são todos influenciados não só pela pessoa que os escreve, pela visão de mundo dessa pessoa, mas também podem, logicamente, estar vinculados ao status socioeconômico desse indivíduo. Desta forma, os dados podem ser corrompidos e distorcidos. Os dados históricos, independentem'ente de serem ou não tendenciosos (diários vs. documentos oficiais), também são vulneráveis ao tempo. O tempo pode destruir papéis frágeis, enfraquecer a tinta até ficar ilegível, guerras, desastres ambientais podem destruir dados e grupos de interesses especiais podem destruir grandes quantidades de dados para servir a um propósito específico na época em que viveram, etc. Conseqüentemente, os dados são naturalmente incompletos e podem levar os cientistas sociais a muitas barreiras em suas pesquisas. Freqüentemente, a pesquisa comparativa histórica é um tópico amplo e abrangente, como, por exemplo, como a democracia evoluiu em três regiões específicas. Acompanhar como a democracia se desenvolveu é uma tarefa difícil para um país ou região, quanto mais três. Aqui, a escala do sistema social que está em análise é de uma complexidade extrema. Em cada caso, existem vários sistemas sociais diferentes que podem afetar o desenvolvimento de uma sociedade e seu sistema político. Os fatores devem ser separados e analisados para que a causalidade possa ser alcançada. É a causalidade que nos leva a mais uma questão-chave nos métodos de pesquisa histórica comparada: a natureza das perguntas que são feitas são a tentativa de propor relações causais entre um conjunto de variáveis. Determinar apenas a causalidade é uma tarefa difícil; juntamente com a natureza incompleta dos dados históricos e a complexidade e escala dos sistemas sociais usados para examinar a causalidade, torna a tarefa ainda  ainda mais desafiadora.
Theda Skocpol e Margaret Somers argumentaram que havia três tipos de pesquisa de história comparada: 
- história comparativa como análise macro-causal: a ênfase está na identificação de diferenças e semelhanças relevantes entre os casos em uma tentativa de testar hipóteses ou de se construir teoria
- história comparativa como demonstração paralela de teoria: a ênfase está na identificação de semelhanças entre casos relevantes
- história comparativa como contraste de contextos: a ênfase está nas diferenças entre os casos e na singularidade de cada caso. Os estudiosos que usam essa abordagem tendem a ser cautelosos em fazer generalizações demasiadamente amplas.

## Identificando características
As três questões identificadoras da pesquisa histórica comparativa são relações causais, processos ao longo do tempo e comparações. Como mencionado acima, as relações causais são difíceis de sustentar, embora façamos suposições causais diariamente. Schutt discute os cinco critérios, que devem ser atendidos para se ter uma relação causal. Dos cinco, os três primeiros são os mais importantes: associação, ordem temporal e não-espúria. Associação significa simplesmente aquilo entre duas variáveis; a mudança em uma variável está relacionada à mudança em outra variável. A ordem do tempo refere-se ao fato de que a causa (a variável independente) deve ser mostrada como tendo ocorrido primeiro e o efeito (a variável dependente) ocorrido em segundo lugar. A não-espúria diz que a associação entre duas variáveis não é por causa de uma terceira variável. Os dois critérios finais são; identificar um mecanismo causal - como a conexão / associação entre as variáveis é pensada para ter ocorrido - e o contexto no qual essa associação ocorre. A abordagem causal determinística requer que em todo estudo a variável independente e dependente tenham uma associação, e dentro desse estudo cada caso (nação, região) a variável independente tenha um efeito sobre a variável dependente. 
John Stuart Mill desenvolveu cinco métodos para se analisar sistematicamente as observações e fazer suposições mais precisas sobre a causalidade. Os Métodos de Mill discutem: método direto de concordância, método de diferença, método conjunto de concordância e diferença, método de resíduos e método de variações concomitantes. Os métodos de Mill são normalmente os mais úteis quando a relação causal já é considerada evidente e podem, portanto, ser uma ferramenta para eliminar outras explicações.  Alguns metodologistas afirmam que os métodos de Mill não podem fornecer prova de que a variação em uma variável foi causada pela modificação de outra variável.

## Dificuldades
Existem várias dificuldades que a pesquisa histórica comparativa enfrenta. James Mahoney, uma das principais figuras atuais da pesquisa histórica comparativa, identifica várias delas em seu livro "Comparative Historical Analysis in the Social Sciences". Mahoney destaca questões-chave, como como os estudos de nível micro podem ser incorporados ao campo de nível macro da pesquisa comparativa histórica, questões maduras para a pesquisa comparativa histórica que continuam a permanecer esquecidas, como a lei, e a questão de se a pesquisa comparativa histórica deve ser abordada como ciência ou abordada como história.  Este é um dos debates mais prevalentes hoje, frequentemente debatido entre Theda Skocpol, que concorda com a abordagem histórica, e Kiser e Hechter, que são proponentes da visão científica que deve buscar princípios causais gerais. Tanto Kiser quanto Hechter empregam modelos dentro da Teoria da Escolha Racional para seus princípios causais gerais. Pesquisadores históricos que se opõem a elas (Skocpol, Summers, outros) argumentam que Kiser e Hechter não sugerem muitas outras teorias gerais plausíveis e, portanto, parece que sua defesa de teorias gerais é na verdade uma defesa de sua teoria geral preferida. Eles também levantam outras críticas ao uso da teoria da escolha racional na pesquisa histórica comparativa. 

### Papel da teoria geral
Nas últimas décadas, pesquisadores da história comparativa têm debatido o papel adequado da teoria geral desse saber. Dois dos principais atores neste debate foram Edgar Kiser e Michael Hechter. Eles argumentam que é importante usar uma teoria geral para poder testar os resultados da pesquisa que foi realizada. Eles não argumentam que exista uma teoria específica melhor do que a outra, mas que apenas uma teoria deva ser usada. A teoria escolhida é a escolha racional. Um dos principais problemas é que cada pessoa tem um conceito diferente do que é uma teoria e do que torna algo uma teoria. Alguns de seus oponentes acham que qualquer teoria pode ser testada e argumentam que algumas não podem. Kiser e Hecter reconhecem que este é um campo em crescimento e que sua perspectiva pode mudar no futuro.
O método histórico-comparativo pode ser visto em The Familial State: Ruling Families and Merchant Capitalism in Early Modern Europe (Estado familiar: famílias governantes e capitalismo mercantil na Europa moderna). A pesquisadora Julia Adams baseia-se no trabalho de arquivo original e em fontes secundárias para analisar como famílias de comerciantes disputaram com famílias nobres a influência no início da República Holandesa moderna.  Ela argumenta que essas disputas produziram as instituições políticas que se tornaram o moderno Estado holandês, fazendo referências frequentes à Inglaterra e à França. Seu uso da teoria feminista para explicar os elementos da República Holandesa, como as estruturas de parentesco patriarcal nas famílias governantes, expandiu as teorias anteriores de como os Estados modernos surgiram. Este é um exemplo  de como a análise histórico-comparativa usa, conjuntamente, casos e teorias.